# سايرن 1009
سايرن 1009 (بالإنجليزية: 1009 Sirene)‏ هو كويكب، يقع ضمن قائمة الكواكب الصغيرة العابرة لمدار المريخ.، ويقع ضمن حزام الكويكبات. اكتشف في 31 أكتوبر 1923.

## روابط خارجية
- سايرن 1009 في قاعدة بيانات مختبر الدفع النفاث لأجرام النظام الشمسي الصغيرة

- الاكتشاف · مخطط المدار ·  العناصر المدارية · المعلمات المادية

- سايرن 1009 على موقع ويكي سكاي: DSS2, SDSS, GALEX, IRAS, Hydrogen α, X-Ray, Astrophoto, Sky Map, Articles and images